# Cheers for Miss Bishop

Cheers for Miss Bishop est un film américain réalisé par Tay Garnett, sorti en 1941.

## Résumé
Mademoiselle Bishop rêve de devenir institutrice et de trouver l'amour. Une fois son diplôme en poche, elle devient cette enseignante et un beau parti semble se présenter à elle. Malheureusement son fiancé vient à la tromper avec sa propre sœur. Le mariage annulé, elle recueille ensuite sa sœur qui vient de tomber enceinte et dont l'amant d'un soir s'est évanoui sans connaître l'issue de sa conduite.
Lors de l'accouchement, la femme décède et Mademoiselle Bishop hérite de l'enfant dont elle devra s'occuper désormais.
Cet enfant deviendra grand, aura à son tour une fille. Mademoiselle BIshop ne se mariera jamais; elle offrira sa robe de mariée à sa petite-fille qui s'aperçoit que la robe n'a pas été achevée.
Au terme d'une vie bien remplie à côtoyer les enfants, Mademoiselle Bishop est congratulée par des centaines de personnes lorsqu'elle part en retraite. L'assemblée lève donc son verre à sa santé: "Cheers for Miss Bishop". C'est le pendant féminin du film "Goodbye Mr Cheaps".

## Fiche technique[1]
- Titre : Cheers for Miss Bishop
- Réalisation : Tay Garnett
- Scénario : Adelaide Heilbron, Sheridan Gibney et Stephen Vincent Benet adapté du roman Miss Bishop de Bess Streeter Aldrich
- Direction artistique : John DuCasse Schulze
- Musique : Edward Ward
- Décors de plateau : Julia Heron
- Costumes : Irene Saltern
- Photographie : Hal Mohr
- Son :
- Montage : William F. Claxton
- Production : Richard A. Rowland
- Société de production : Richard A. Rowland Productions
- Distribution :  États-Unis : United Artists en 1941 puis par Astor Pictures Corporation pour la resortie en 1947.
- Budget :
- Pays :  États-Unis
- Format : Noir et blanc - Son : Monophonique (Western Electric Sound System) - 1,37:1 - Format 35 mm
- Genre : Drame
- Durée : 95 minutes
- Dates de sortie :
  - États-Unis : 21 février 1941, puis ressorti le 21 juillet 1947

## Distribution
| - Martha Scott : Ella Bishop - William Gargan : Sam Peters - Edmund Gwenn : Président Corcoran - Sterling Holloway : Chris Jensen - Dorothy Peterson : Mme Bishop - Sidney Blackmer : John Stevens - Mary Anderson : Amy Saunders - Donald Douglas : Delbert Thompson - Marsha Hunt : Hope Thompson - John Archer : Richard Clark - Lois Ranson : Gretchen Clark - Rosemary DeCamp : Minna Fields - Knox Manning : Anton Radcheck - John Arledge : 'Snapper' MacRae - Jack Mulhall : Professeur Carter - William Farnum : Juge Peters - Howard Hickman : Professeur Lancaster - Rand Brooks : 'Buzz' Wheelwright - John Hamilton : Président Watts - Helen MacKellar : Miss Patton |

## Distinctions

### Nominations
- 1942 : nommé à l'Oscar de la meilleure partition pour un film dramatique pour Edward Ward[2]